# Giáo hoàng Alexanđê III
Alexanđê III (Latinh: Alexander III) là vị giáo hoàng thứ 170 của giáo hội công giáo.
Theo niên giám tòa thánh năm 1806 thì ông đắc cử Giáo hoàng năm 1159 và ở ngôi Giáo hoàng trong 21 năm 11 tháng 23 ngày. Niên giám tòa thánh năm 2003 xác định ông đắc cử Giáo hoàng ngày 7 tháng 9 năm 1159, ngày khai mạc chức vụ mục tử đoàn chiên chúa là ngày 20 tháng 9 và ngày kết thúc triều đại của ông là ngày 30 tháng 8 năm 1181.

## Trước khi trở thành giáo hoàng
Giáo hoàng Alexander III sinh tại Siena, Ý vào khoảng năm 1105 với tên thật là Roland Bandinelli.
Sau khi học giáo luật ở đại học Bôlôgna, ông giảng dạy môn này tại đây và sau đó tại Pisa. Ông đã soạn quyển Stroma hay Summa Magistri Rolandi một trong những chú giải Decretum Gratiani (Sắc lệnh Gratianô).
Tháng 10 năm 1150, Giáo hoàng Êugêniô III bổ nhiệm ông làm Hồng y phó tế nhà thờ thánh Côma và Đamianô; sau đó ông trở thành Hồng y linh mục nhà thờ thánh Marcô. Có lẽ vào thời kỳ này, ông đã soạn quyền Sentences (Châm ngôn) của ông, dựa trên Introductio ad theologiam (Dẫn nhập thần học) của Pierre Abélard.
Năm 1153, ông trở thành chưởng ấn của Giáo hội và là người dẫn dắt các hồng y chống lại hoàng đế Friedrich I của Đế quốc La Mã Thần thánh được bầu năm 1152 là người muốn mở rộng quyền bính của mình trên nước Italia.

## Triều giáo hoàng

### Bầu cử
Ngày 7 tháng 9 năm 1159, ông được bầu làm Giáo hoàng và trở thành một trong những vị Giáo hoàng vĩ đại nhất Thời Trung cổ năm 1159, dưới danh hiệu Alexandrô III.
Nhưng một thiểu số Hồng y, theo phe Đức bầu hồng y linh mục Ôctavianô lấy tên là Victor IV, như là phản Giáo hoàng. Ông này cũng như những người kế vị của ông, Pascalê III (1164-1168) và Calixtô III (1168-1178) đã nhận sự giúp đỡ của hoàng đế.
Lúc bấy giờ hoàng đế họp một công đồng ở Pavia, thừa nhận Victor IV, nhưng các quốc gia công giáo lớn như Anh, Pháp, Sicilia và các vương quốc Ibêri đã thừa nhận Alexander III là Giáo hoàng hợp pháp duy nhất. 

### Chiến tranh với Frederick I

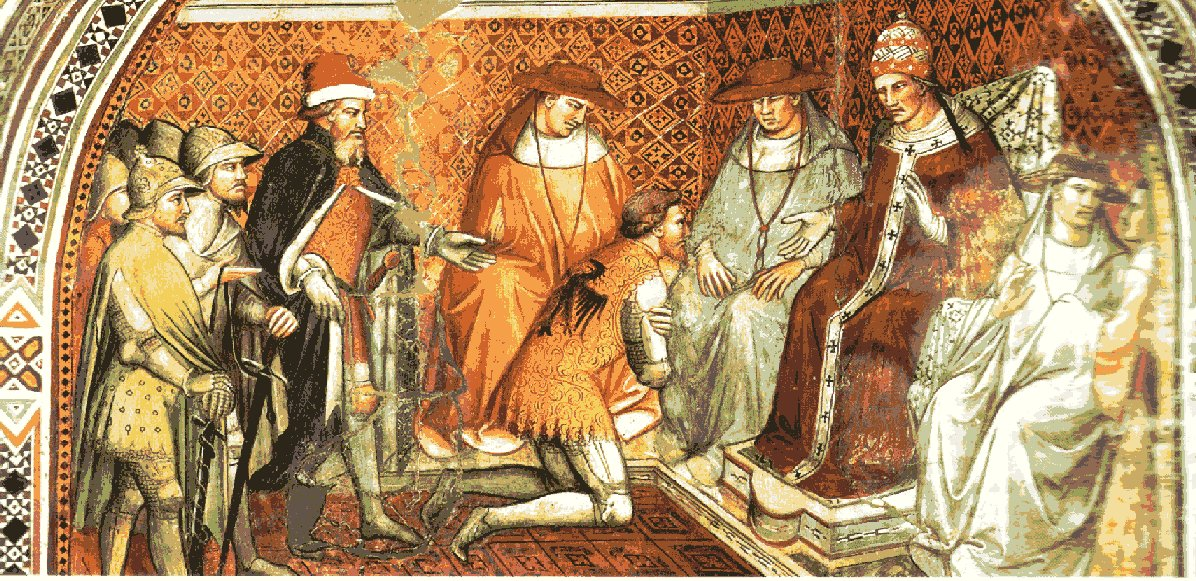
Frederick Barbarossa phục quyền Giáo hoàng Alexander III trong Palazzo Pubblico in Siena, bởi Spinello Aretino).

Alexandro III kêu gọi "tất cả các dân tộc Kitô hãy hòa hợp vì ích chung". Tuy nhiên những ly khai vẫn diễn ra. Năm 1160, Alexander III đã phạt vạ tuyệt thông Barbarossa.
Thế là chiến tranh xảy ra, Barbarossa đã xâm chiếm Rôma năm 1159 và buộc Đức Giáo hoàng Alexander III phải bỏ trốn sang Pháp năm 1162 cho đến ngày 23 tháng 11 năm 1165. Vào ngày này, ông quay về Rôma nhưng một lần nữa lại phải trốn đi dưới áp lực của hoàng đế, người mà năm 1166, đã đến Rôma để làm cho mình được tôn phong bởi phản Giáo hoàng Pascalê III.
Kể từ năm 1167, ông đã lẫn trốn, thường là ở Gaète, Bénévent, Anagni và Venice và tìm được chỗ dựa trong miền bắc Italia.
Các thành phố Lombarđi đoàn kết lại với nhau thành liên minh Lombarđi. Liên minh này đã chiến thắng Frederick ở trận Legnano năm 1176.
Frederick I bị vạ tuyệt thông, phải lưu vong qua đất Pháp và trở lại xin phục quyền của Giáo hoàng tại Venise năm 1177 (đúng 100 năm sau vụ Canossa) tại Vương cung thánh đường thánh Máccô thành Venecia, xin nhận hầu hết các điều kiện mà Giáo hoàng bắt ông phải chịu.
Hoàng đế nhượng bộ và thừa nhận Alexander III là Giáo hoàng trong hiệp ước Venise năm 1177 và ngày 12 tháng 3 năm 1178, Alexander III trở về lại Rôma.
Hoàng đế đã phải chấp nhận vài điều kiện nhục nhã ngoại lệ, song mặc dù thế, ông ta nghĩ đến chuyện trả thù. Dần hồi, Đức Alexander gặp phải khó khăn trong cuộc sống, vì vẫn còn một bè phái thân hoàng đế mạnh mẽ ở Rôma chống lại Giáo hoàng.

### Dị giáo
Trong thời gian cai trị của Alexander III bắt đầu xuất hiện những dị giáo như Dị giáo Vanđô, do một thương nhân sùng đạo ở Lyon thành lập năm 1170, không thừa nhận Đạo thống, chỉ thừa nhận Kinh thánh, đã đơn giản hóa rất nhiều giáo điều và nghi lễ thờ cúng.

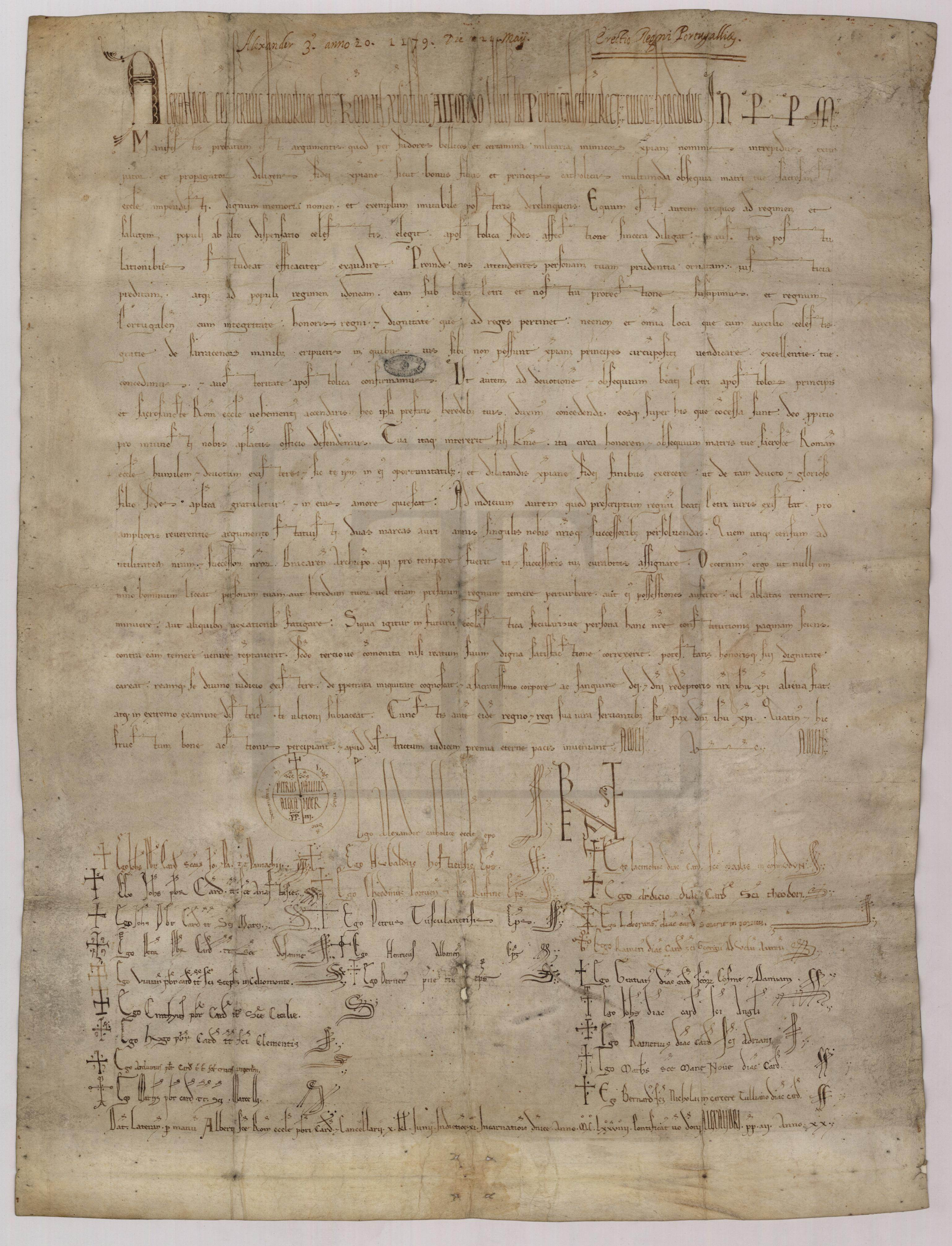
Manifestis Probatum

Ở miền Nam nước Pháp còn xuất hiện một dị giáo nguy hiểm hơn đó là giáo phát "Ca-ta" hay những người thuần khiết, ngả về giáo lý của phái Manét và phát triển nhiều nhất ở vùng Languedoc. Dị giáo Cata hay còn gọi là dị giáo Anbi thực sự đặt Giáo hội trước nguy cơ tồn vong. 

### Công đồng chung XI
Alexander III triệu tập Công đồng Chung XI (Công đồng Latran III) năm 1179: để chống tà thuyết Cata và áp đặt những lề luật mới trong việc bầu Giáo hoàng sau khi có cuộc ly giáo của Callistô III và để tránh những chanh chấp còn có thể xảy ra sau này trong việc bầu cửa Giáo hoàng, Công đồng Laterano III, 1179 quyết định để đắc cử Giáo hoàng phải có hơn 2/3 số phiếu các Hồng y. Số Hồng y bấy giờ là 52.
Thượng hội đồng này đã đánh dấu tuyệt đỉnh quyền lực của Alexander III. Ngoài việc làm cho Frederick phải chịu thua, ông còn hạ nhục Henry II của Anh trong cuộc đối chất của ông Thomas Becket, tổng Giám mục Cantorbéry, ông đã xác nhận quyền lên ngôi của Afonso I của Bồ Đào Nha, và lúc chạy trốn, ông đã hưởng ân huệ và sự bảo trợ của vua Louis VII của Pháp. Frederick sau khi làm hòa với Giáo hội đã dẫn đầu Thập Tự Chinh III sau khi Jêrusalem bị thất thủ vào năm 1187.

## Qua đời
Ngày 29 tháng 9 năm 1179, vài nhà quý tộc đã đặt phản Giáo hoàng Innocent III lên thay thế.
Sử dụng sự sáng suốt tài chính Alexander III đã quay trở lại nắm quyền. Năm 1181, ông ra vạ tuyệt thông Guillaume I của Ecosse và cấm vương quốc Ecosse không được giao thiệp với ông này.
Ít lâu sau thượng hội đồng, nước cộng hòa Rôma đã cưỡng bức Alexanđê III phải rời thành phố và ông đã không bao giờ trở lại đó nữa. Người ta cho rằng, ông bị dân chúng đuổi khỏi La Mã và chết tha hương, như số phận của nhiều Giáo hoàng khác.